# 131 (число)
131 (Сто три́дцять оди́н) — натуральне число між 130 та 132.
- 131 день в році — 11 травня (у високосний рік 10 травня).

## Математика
- 131 є непарним тризначним числом.
- 32-ге просте число.
- 131 — 12-те просте число Софі Жермен, оскільки 263 (2 × 131 +1) також просте.
- Сума трьох  простих чисел поспіль {\displaystyle (41+43+47=131).}
- Сума цифр цього числа — 5
- Добуток цифр цього числа — 3
- Квадрат числа 131 — 17 161

## Хімія, фізика, астрономія
- NGC 131 — спіральна галактика в сузір'ї Скульптор

## Запис числа в інших системах числення
- 131 в системах числення:

* 83 в шістнадцятковій
* 203 у вісімковій
* 10000011 в двійковій

## Техніка
- Армійський вантажівка ЗІЛ-131.
- U-131 — великий океанський німецький підводний човен.
- MG-131 — 13-мм німецький авіаційний кулемет.
- Щ-131 — радянський дизель-електричний торпедний підводний човен.
- Міноносці типу S-131.

## В інших областях
- 131 рік.
- 131 до н. е.
- 131-а окрема Майкопська мотострілецька бригада.
- 131-й стрілецький корпус.
- STS-131 — космічний політ MTKK «Атлантіс».